# Torna az 1992. évi nyári olimpiai játékokon
Az 1992. évi nyári olimpiai játékokon a tornában tizenöt versenyszámban osztottak érmeket.

## Összesített éremtáblázat
(A táblázatokban Magyarország és a rendező nemzet sportolói eltérő háttérszínnel, az egyes számoszlopok legmagasabb értéke vagy értékei vastagítással kiemelve.)
| Az 1992. évi nyári olimpiai játékok éremtáblázata tornában | Az 1992. évi nyári olimpiai játékok éremtáblázata tornában | Az 1992. évi nyári olimpiai játékok éremtáblázata tornában | Az 1992. évi nyári olimpiai játékok éremtáblázata tornában | Az 1992. évi nyári olimpiai játékok éremtáblázata tornában | Olimpia  |
| ---------------------------------------------------------- | ---------------------------------------------------------- | ---------------------------------------------------------- | ---------------------------------------------------------- | ---------------------------------------------------------- | -------- |
|                                                            | Ország                                                     | Arany                                                      | Ezüst                                                      | Bronz                                                      | Összesen |
| 1.                                                         | Egyesített Csapat (EUN)                                    | 10                                                         | 5                                                          | 5                                                          | 20       |
| 2.                                                         | Kína (CHN)                                                 | 2                                                          | 4                                                          | 2                                                          | 8        |
| 3.                                                         | Románia (ROU)                                              | 2                                                          | 1                                                          | 2                                                          | 5        |
| 4.                                                         | Egyesült Államok (USA)                                     | 1                                                          | 2                                                          | 3                                                          | 6        |
| 5.                                                         | Magyarország (HUN)                                         | 1                                                          | 1                                                          | 0                                                          | 2        |
| 6.                                                         | Észak-Korea (PRK)                                          | 1                                                          | 0                                                          | 0                                                          | 1        |
|                                                            |                                                            |                                                            |                                                            |                                                            |          |
| 7.                                                         | Japán (JPN)                                                | 0                                                          | 1                                                          | 2                                                          | 3        |
| 7.                                                         | Németország (GER)                                          | 0                                                          | 1                                                          | 2                                                          | 3        |
| 9.                                                         | Spanyolország (ESP)                                        | 0                                                          | 1                                                          | 0                                                          | 1        |
|                                                            |                                                            |                                                            |                                                            |                                                            |          |
| 9.                                                         | Dél-Korea (KOR)                                            | 0                                                          | 0                                                          | 1                                                          | 1        |
|                                                            |                                                            |                                                            |                                                            |                                                            |          |
| Összesen                                                   | Összesen                                                   | 17                                                         | 16                                                         | 17                                                         | 50       |

## Férfi

### Éremtáblázat
(Az egyes számoszlopok legmagasabb értéke, vagy értékei vastagítással kiemelve.)
| Az 1992. évi nyári olimpiai játékok éremtáblázata férfi tornában | Az 1992. évi nyári olimpiai játékok éremtáblázata férfi tornában | Az 1992. évi nyári olimpiai játékok éremtáblázata férfi tornában | Az 1992. évi nyári olimpiai játékok éremtáblázata férfi tornában | Az 1992. évi nyári olimpiai játékok éremtáblázata férfi tornában | Olimpia  |
| ---------------------------------------------------------------- | ---------------------------------------------------------------- | ---------------------------------------------------------------- | ---------------------------------------------------------------- | ---------------------------------------------------------------- | -------- |
|                                                                  | Ország                                                           | Arany                                                            | Ezüst                                                            | Bronz                                                            | Összesen |
| 1.                                                               | Egyesített Csapat (EUN)                                          | 6                                                                | 4                                                                | 2                                                                | 12       |
| 2.                                                               | Kína (CHN)                                                       | 1                                                                | 3                                                                | 2                                                                | 6        |
| 3.                                                               | Egyesült Államok (USA)                                           | 1                                                                | 0                                                                | 0                                                                | 1        |
| 3.                                                               | Észak-Korea (PRK)                                                | 1                                                                | 0                                                                | 0                                                                | 1        |
|                                                                  |                                                                  |                                                                  |                                                                  |                                                                  |          |
| 5.                                                               | Japán (JPN)                                                      | 0                                                                | 1                                                                | 2                                                                | 3        |
| 5.                                                               | Németország (GER)                                                | 0                                                                | 1                                                                | 2                                                                | 3        |
|                                                                  |                                                                  |                                                                  |                                                                  |                                                                  |          |
| 7.                                                               | Dél-Korea (KOR)                                                  | 0                                                                | 0                                                                | 1                                                                | 1        |
|                                                                  |                                                                  |                                                                  |                                                                  |                                                                  |          |
| Összesen                                                         | Összesen                                                         | 9                                                                | 9                                                                | 9                                                                | 27       |

### Érmesek
A táblázatban a rendező ország csapata eltérő háttérszínnel kiemelve.
| Az 1992. évi nyári olimpiai játékok érmesei férfi tornában | | | |
| Versenyszám                                                | Arany | Ezüst | Bronz |
| Gyűrű                                                      | Vital Scserba · Egyesített Csapat (EUN) · 9,937 | Li Csing (Li Jing) · Kína (CHN) · 9,875 | Li Hsziao-suang (Li Xiaoshuang) · Kína (CHN) · 9,862                                                                              |
| Gyűrű                                                      | Vital Scserba · Egyesített Csapat (EUN) · 9,937 | Li Csing (Li Jing) · Kína (CHN) · 9,875 | Andreas Wecker · Németország (GER) · 9,862                                                                                        |
| Korlát                                                     | Vital Scserba · Egyesített Csapat (EUN) · 9,900 | Li Csing (Li Jing) · Kína (CHN) · 9,812 | Kuo Lin-jao (Guo Linyao) · Kína (CHN) · 9,800                                                                                     |
| Korlát                                                     | Vital Scserba · Egyesített Csapat (EUN) · 9,900 | Li Csing (Li Jing) · Kína (CHN) · 9,812 | Ihor Korobcsinszkij · Egyesített Csapat (EUN) · 9,800                                                                             |
| Korlát                                                     | Vital Scserba · Egyesített Csapat (EUN) · 9,900 | Li Csing (Li Jing) · Kína (CHN) · 9,812 | Macunaga Maszajuki · Japán (JPN) · 9,800                                                                                          |
| Lólengés                                                   | Vital Scserba · Egyesített Csapat (EUN) · 9,925 | Nem adták ki | Andreas Wecker · Németország (GER) · 9,887                                                                                        |
| Lólengés                                                   | Pe Gilszu · Észak-Korea (PRK) · 9,925 | Nem adták ki | Andreas Wecker · Németország (GER) · 9,887                                                                                        |
| Nyújtó                                                     | Trent Dimas · Egyesült Államok (USA) · 9,875 | Hrihorij Miszjutyin · Egyesített Csapat (EUN) · 9,837 | Nem adták ki |
| Nyújtó                                                     | Trent Dimas · Egyesült Államok (USA) · 9,875 | Andreas Wecker · Németország (GER) · 9,837 | Nem adták ki |
| Talaj                                                      | Li Hsziao-suang (Li Xiaoshuang) · Kína (CHN) · 9,925                                                                                                  | Hrihorij Miszjutyin · Egyesített Csapat (EUN) · 9,787 | Nem adták ki |
| Talaj                                                      | Li Hsziao-suang (Li Xiaoshuang) · Kína (CHN) · 9,925                                                                                                  | Iketani Jukio · Japán (JPN) · 9,787 | Nem adták ki |
| Ugrás                                                      | Vital Scserba · Egyesített Csapat (EUN) · 9,856 | Hrihorij Miszjutyin · Egyesített Csapat (EUN) · 9,781 | Ju Ongnjol (Yu Ok-ryeol) · Dél-Korea (KOR) · 9,762                                                                                |
| Egyéni összetett                                           | Vital Scserba · Egyesített Csapat (EUN) · 59,025 | Hrihorij Miszjutyin · Egyesített Csapat (EUN) · 58,925 | Valeri Belenki · Egyesített Csapat (EUN) · 58,625                                                                                 |
| Csapat összetett                                           | Egyesített Csapat (EUN) · Valeri Belenki · Ihor Korobcsinszkij · Hrihorij Miszjutyin · Rusztam Saripov · Vital Scserba · Alekszej Voropajev · 585,450 | Kína (CHN) · Kuo Lin-jao (Guo Linyao) · Li Csing (Li Jing) · Li Csun-jang (Li Chunyang) · Li Hsziao-suang (Li Xiaoshuang) · Li Ko (Li Ge) · Li Ta-suang (Li Dashuang) · 580,375 | Japán (JPN) · Aihara Jutaka · Csinen Takasi · Hatakeda Josiaki · Iketani Jukio · Macunaga Maszajuki · Nisikava Daiszuke · 578,250 |

## Női

### Éremtáblázat
(Magyarország sportolói eltérő háttérszínnel, az egyes számoszlopok legmagasabb értéke vagy értékei vastagítással kiemelve.)
| Az 1992. évi nyári olimpiai játékok éremtáblázata női tornában | Az 1992. évi nyári olimpiai játékok éremtáblázata női tornában | Az 1992. évi nyári olimpiai játékok éremtáblázata női tornában | Az 1992. évi nyári olimpiai játékok éremtáblázata női tornában | Az 1992. évi nyári olimpiai játékok éremtáblázata női tornában | Olimpia  |
| -------------------------------------------------------------- | -------------------------------------------------------------- | -------------------------------------------------------------- | -------------------------------------------------------------- | -------------------------------------------------------------- | -------- |
|                                                                | Ország                                                         | Arany                                                          | Ezüst                                                          | Bronz                                                          | Összesen |
| 1.                                                             | Egyesített Csapat (EUN)                                        | 4                                                              | 1                                                              | 3                                                              | 8        |
| 2.                                                             | Románia (ROU)                                                  | 2                                                              | 1                                                              | 2                                                              | 5        |
| 3.                                                             | Kína (CHN)                                                     | 1                                                              | 1                                                              | 0                                                              | 2        |
| 3.                                                             | Magyarország (HUN)                                             | 1                                                              | 1                                                              | 0                                                              | 2        |
|                                                                |                                                                |                                                                |                                                                |                                                                |          |
| 5.                                                             | Egyesült Államok (USA)                                         | 0                                                              | 2                                                              | 3                                                              | 5        |
| 6.                                                             | Spanyolország (ESP)                                            | 0                                                              | 1                                                              | 0                                                              | 1        |
|                                                                |                                                                |                                                                |                                                                |                                                                |          |
| Összesen                                                       | Összesen                                                       | 8                                                              | 7                                                              | 8                                                              | 23       |

### Érmesek
| Az 1992. évi nyári olimpiai játékok érmesei női tornában | | | |
| Versenyszám                                              | Arany | Ezüst | Bronz |
| Gerenda                                                  | Tetyana Liszenko · Egyesített Csapat (EUN) · 9,975 | Shannon Miller · Egyesült Államok (USA) · 9,912                                                                               | Nem adták ki |
| Gerenda                                                  | Tetyana Liszenko · Egyesített Csapat (EUN) · 9,975 | Lu Li · Kína (CHN) · 9,912 | Nem adták ki |
| Felemás korlát                                           | Lu Li · Kína (CHN) · 10,000 | Tetyana Hucu · Egyesített Csapat (EUN) · 9,975                                                                                | Shannon Miller · Egyesült Államok (USA) · 9,962                                                                             |
| Ugrás                                                    | Ónodi Henrietta · Magyarország (HUN) · 9,925 | Nem adták ki | Tetyana Liszenko · Egyesített Csapat (EUN) · 9,912                                                                          |
| Ugrás                                                    | Lavinia Miloșovici · Románia (ROU) · 9,925 | Nem adták ki | Tetyana Liszenko · Egyesített Csapat (EUN) · 9,912                                                                          |
| Talaj                                                    | Lavinia Miloșovici · Románia (ROU) · 10,000 | Ónodi Henrietta · Magyarország (HUN) · 9,950                                                                                  | Tetyana Hucu · Egyesített Csapat (EUN) · 9,912                                                                              |
| Talaj                                                    | Lavinia Miloșovici · Románia (ROU) · 10,000 | Ónodi Henrietta · Magyarország (HUN) · 9,950                                                                                  | Shannon Miller · Egyesült Államok (USA) · 9,912                                                                             |
| Talaj                                                    | Lavinia Miloșovici · Románia (ROU) · 10,000 | Ónodi Henrietta · Magyarország (HUN) · 9,950                                                                                  | Cristina Bontaș · Románia (ROU) · 9,912                                                                                     |
| Egyéni összetett                                         | Tetyana Hucu · Egyesített Csapat (EUN) · 39,737 | Shannon Miller · Egyesült Államok (USA) · 39,725                                                                              | Lavinia Miloșovici · Románia (ROU) · 39,687                                                                                 |
| Csapat összetett                                         | Egyesített Csapat (EUN) · Szvjatlana Bahinszkaja · Oksana Chusovitina · Rozalija Galijeva · Jelena Grudnyeva · Tetyana Hucu · Tetyana Liszenko · 395,666 | Románia (ROU) · Cristina Bontaș · Gina Gogean · Vanda Hădărean · Lavinia Miloșovici · Maria Neculiță · Mirela Pașca · 395,079 | Egyesült Államok (USA) · Wendy Bruce · Dominique Dawes · Shannon Miller · Betty Okino · Kerri Strug · Kim Zmeskal · 394,704 |

## Ritmikus gimnasztika
| Az 1992. évi nyári olimpiai játékok érmesei ritmikus gimnasztikában |                                                 |                                        |                                              |
| Versenyszám                                                         | Arany                                           | Ezüst                                  | Bronz                                        |
| Egyéni                                                              | Olekszandra Timosenko · Egyesített Csapat (EUN) | Carolina Pascual · Spanyolország (ESP) | Okszana Szkalgyina · Egyesített Csapat (EUN) |